# Quercus fulva
Quercus fulva — вид рослин з родини букових (Fagaceae), ендемік Мексики.

## Опис
Рослина листопадна, заввишки від 3 до 10 м, діаметр 20–40 см. Кора ребриста, темно-сіра. Гілочки густо-жовто вовнисті, протягом кількох років. Листки широко еліптичні, зворотно-яйцюваті, довгасто-зворотно-яйцюваті, жорсткі, шкірясті, плоскі, 8–14 × 4–9 см; верхівка від широко закругленої до майже гострої; основа округла або серцеподібна; край плоский, цілий або іноді з 1–10 парами коротких зубів; верх світло-сіро-зелений, трохи блискучий, голий, за винятком волосків біля основи середньої жилки, із враженими прожилками; низ шерстистий та темно-коричневий; ніжка листка іржаво запушена, 10–20 мм. Жолуді поодинокі або 2–3 разом, на ніжці завдовжки 10–15 мм, яйцюваті або майже кулясті, завдовжки 8–12 мм; чашечка неглибока, в діаметрі 13–18 мм, вкриває 1/2 горіха, із запушеними лусочками; дозрівають на другий рік.

## Середовище проживання
Поширення: Мексика (Коауїла, Халіско, Сіналоа, Наярит, Дуранго, Чихуахуа); росте на висотах від 1800 до 2900 метрів.